# Дуэйн Бэрри
Дуэйн Бэрри (англ. «Duane Barry») — пятый эпизод второго сезона сериала «Секретные материалы». Премьера состоялась 14 октября 1994 на телеканале FOX. Эпизод продолжает «мифологию сериала», заданную в первой серии. Он является краеугольным камнем в основной сюжетной линии всего сериала.
Эпизод стал дебютным для Криса Картера в качестве режиссёра. Никогда прежде не имевший опыта в этом деле, Картер впоследствии снимет ещё 2 эпизода: «Список» (3 сезон) и «Невероятно» (9 сезон), а также фильм «Секретные материалы: Хочу верить». На написание сценария Картера вдохновила газетная заметка о медицинском случае XIX века.
Си Си Паундер и Крис Картер были номинированы на прайм-таймовую премию «Эмми» за «блестящие успехи в прайм-таймовом сериале» в работе над этим эпизодом. Паундер номинировалась в категории «Лучшая актриса второго плана в драматическом сериале», а Картер — за «Лучшие персональные достижения в написании сценария к драматическому сериалу». Сам эпизод также был номинирован в категориях «Лучшие персональные достижения в звуковых эффектах для сериала» и «Лучшие персональные достижения в монтаже сериала — съёмки одиночной камерой».

## Сюжет
В 1985 году Дуэйн Бэрри был похищен пришельцами из своего дома в городке Пуласки (штат Виргиния). Восемью годами позже Бэрри стал буйным пациентом клиники для душевнобольных, отказывающимся принимать прописанные ему препараты и настаивающим на том, что пришельцы вернутся за ним. Он нападает на охранника, крадёт его пистолет, берёт в заложники главного врача психиатра Хакки, а затем сбегает. Бэрри стремится вернуться к месту своего первого похищения с доктором Хакки в надежде, что когда пришельцы вернутся, то заберут вместо него доктора. Но поскольку Дуэйн не может вспомнить, где же именно находится место его похищения, то он отправляется в бюро путешествий в Ричмонде и берёт трёх клерков оттуда в заложники вместе с доктором Хакки.
Фокс Малдер и Алекс Крайчек вызваны на место захвата заложников агентом Люси Каздин, так как Бэрри настаивает на том, что он был похищен пришельцами. Малдер просит у Скалли помощи: необходимо изучить историю болезни Бэрри. Малдер выступает в качестве переговорщика, вызывая Бэрри на диалог о путях мирного выхода из тупиковой ситуации, чтобы заслужить его доверие. Бэрри быстро раскусывает все уловки Фокса, а Малдер узнаёт, что Бэрри является бывшим агентом ФБР, ушедшим из бюро в 1982 году. Происходит отключение электроэнергии, что пугает Бэрри и заставляет его палить из пистолета — в результате ранен один из заложников. Малдер входит внутрь помещения с медиками. Бэрри отпускает раненого заложника в обмен на Малдера, который по инструкции должен схватить Бэрри около входа в бюро путешествий, так чтобы снайпер смог его снять.
Скалли прибывает на место происшествия и объясняет, что во время перестрелки в 1982 году передняя доля коры головного мозга у Бэрри была повреждена. Она сравнивает этот случай со случаем Финеаса Гейджа, у которого после сходного вмешательства наблюдалось раздвоение личности. Скалли уверена, что ранение сделало Бэрри патологическим лжецом и психопатом. Малдер разговаривает с Бэрри, который жалуется на то, что пришельцы ставили над ним болезненные опыты и напичкали его тело следящими устройствами. Несмотря на указания агента Каздин, Малдер говорит, что верит Дуэйну, убеждая того отпустить ещё двоих заложников. Однако, когда Малдер спрашивает Берри, не лжёт ли он, тот приходит в ярость. Фокс заманивает Бэрри к дверному проёму входной двери, и снайпер «снимает» террориста.
На следующий день Малдер навещает Бэрри в госпитале. Появляется агент Каздин, рассказывающая о том, что в теле Бэрри были обнаружены металлические имплантаты, а в зубах были крошечные дырочки — точь-в-точь как он и говорил. Малдер отдаёт один из имплантатов Скалли, которая исследует его с помощью экспертов по баллистике. Те обнаруживают на металле микроскопический штрихкод. Позже в супермаркете Скалли проводит имплантом перед сканером покупок, который выдаёт странный серийный номер. Придя домой, она отправляет Малдеру голосовое сообщение с предположением, что Бэрри был «занесён в архив» с помощью этой метки. Дуэйн Бэрри, снова сбежавший из госпиталя, врывается в дом и похищает её. История продолжается в следующем эпизоде.

## В ролях
- Джиллиан Андерсон в роли агента Даны Скалли
- Дэвид Духовны в роли агента Фокса Малдера
- Стив Рейлсбэк в роли Дуэйна Бэрри
- Си Си Эйч Паундер в роли агента Люси Каздин
- Николас Лиа в роли агента Алекса Крайчека
- Фрэнк Си. Тернер в роли доктора Хакки
- Стефен Миллер в роли командующего операцией
- Фред Хендерсон в роли агента Рича
- Барбара Поллард в роли Гвен
- Сара Стрендж в роли Кимберли
- Роберт Льюис в роли офицера полиции
- Джон Сэмпсон в роли снайпера № 1
- Майкл Добсон в роли снайпера № 2
- Тоска Багу в роли клерка
- Тим Диксон в роли Боба

## Съёмки
- Первоначально предполагалось снять самостоятельный эпизод, раскрывающий «мифологию» сериала, но известия о беременности Джиллиан Андерсон привели к созданию двух частей одной истории. Команда сериала понимала, что Андерсон нужно исчезнуть до рождения ребёнка.

«Это было хорошей проверкой всех моих умений. Я общался с режиссёрами на протяжении 30 эпизодов, объясняя, чего я хочу. И тут выпала возможность показать всем, чего именно мне хотелось».
- Картера очень вдохновил отчёт о Финеасе Гейдже, который испытал изменение личности после страшной аварии, в которой металлический прут насквозь прошил его голову. Однако мысль о том, что Гейдж стал вспыльчивым, безнравственным или паталогическим лгуном, высказанная Скалли, не имеет под собой оснований.
- Пришельцы, которые просверлили зубы Дуэйну Бэрри, появились после аналогичного рассказа соседа Криса Картера: он также утверждал, что его похитили пришельцы, сделавшие ему в зубах каналы. Осмотр дантиста показал, что ни одним из известных медицине инструментов такую операцию провести нельзя.
- Пришельцев в начале эпизода изображали дети.
- Картер создавал персонажа Дуэйна Бэрри специально под актёра Стива Рэйлсбэка: «Я сопротивлялся участию в кастинге известных актёров только потому, что это бы отвлекало вас от шоу, сделало бы его менее достоверным. Но некоторые актёры будто сами напрашивались на роль»[2]. Первоначально персонажа Рэйлсбека звали Дуэйн Гэрри, но после того, как выяснилось, что в ФБР на самом деле существует такой сотрудник, имя пришлось изменить.
- Поскольку эпизод являлся режиссёрским дебютом Криса Картера, один из членов режиссёрской команды сериала, Дэвид Наттер, помогал, наставлял и показывал Картеру, что и как делается.